# Бичје
Бичје (словен. Bičje) је мало насеље западно од града Гросупља у централној Словенији у покрајини Долењска. Општина припада регији Средишња Словенија.
Налази се на надморској висини 347,6 м, површине 2,18 км². Приликом пописа становништва 2002. године насеље је имало 74 становника.
Бичје је груписано насеље у истоименој долини, који се налази у подножју брда Вињи (478 м), на западној страни Гросупске котлине. На сјевероистоку је усамљени Горица (382 м) јужно од насеља постоји извор воде која отиче у поток Бичје. Поред до села су ливаде са пашњацима и обрадиво земљиште. Бичје је окружено мешовитом шумом, која је погодна за брање гљива и шумских плодова. У близини насеља откривени су остаци из доба Риимског царства. Место се први пут помиње у 1058. године.